# Kebby Musokotwane
Kebby Sililo Kambulu Musokotwane (ur. 5 maja 1946, zm. 11 lutego 1996) – zambijski polityk, premier Zambii w latach 1985–1989.
Urodził się w zachodniej części kraju, pochodził z plemienia Bemba, z rodziny ludów Bantu. Po ukończeniu angielskiej szkoły średniej rozpoczął pracę zawodową w administracji państwowej. Wstąpił do rządzącej Zjednoczonej Narodowej Partii Niepodległości (UNIP), której był aktywistą. W latach siedemdziesiątych został deputowanym do Zgromadzenia Narodowego. W 1977 prezydent Kenneth Kaunda powołał skład rządu, w którym objął stanowisko ministra zasobów wodnych i naturalnych. W 1981 objął stanowisko ministra finansów, w 1983 ministra młodzieży i sportu, a następnie ministra oświaty powszechnej i kultury. 24 kwietnia 1985 prezydent Kaunda mianował go premierem, urząd ten piastował do 15 marca 1989. W 1991 został przewodniczącym Zjednoczonej Narodowej Partii Niepodległości.